# St. Laurentius (Waltrop)

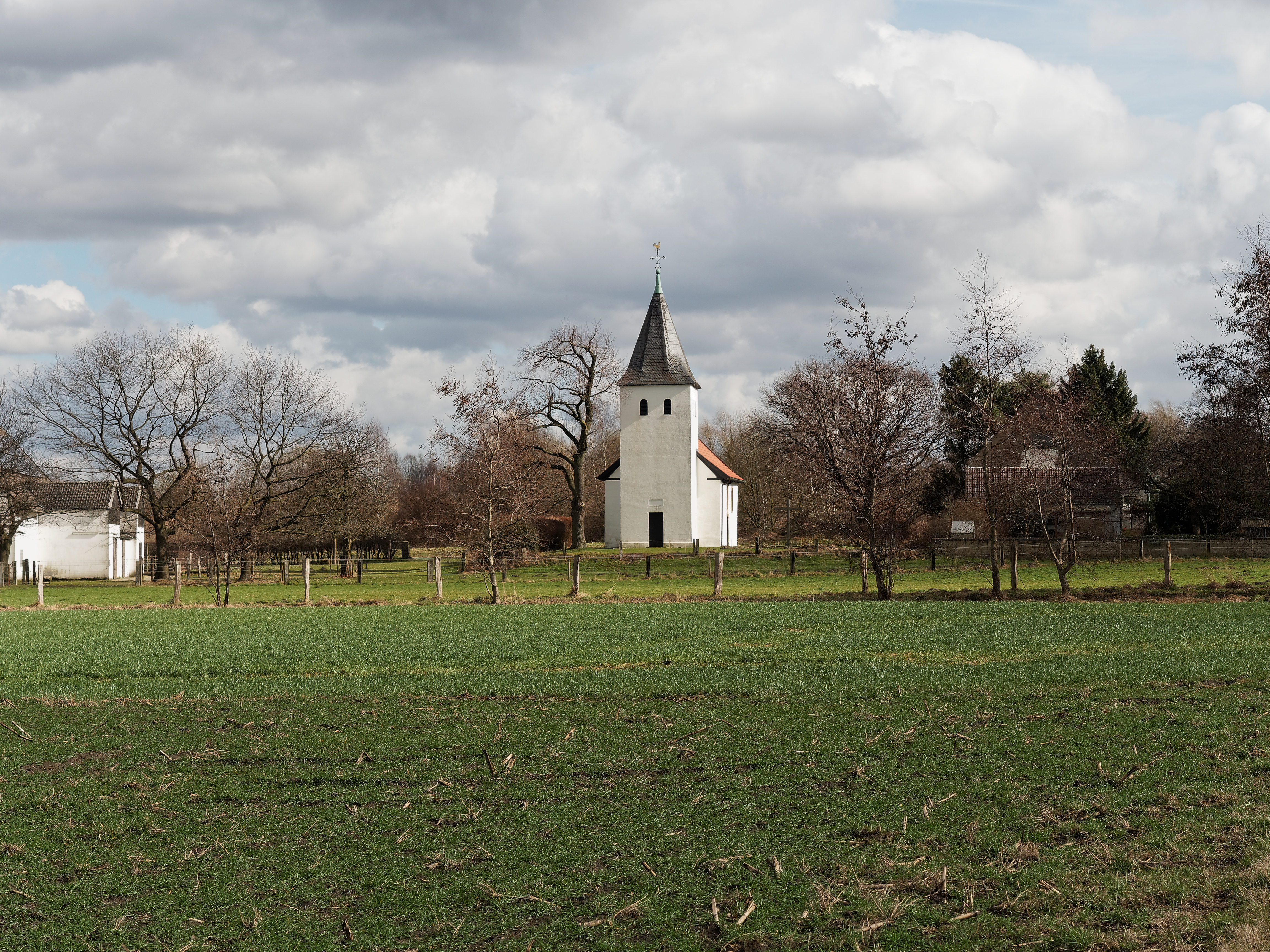
Die Kapelle in Leveringhausen

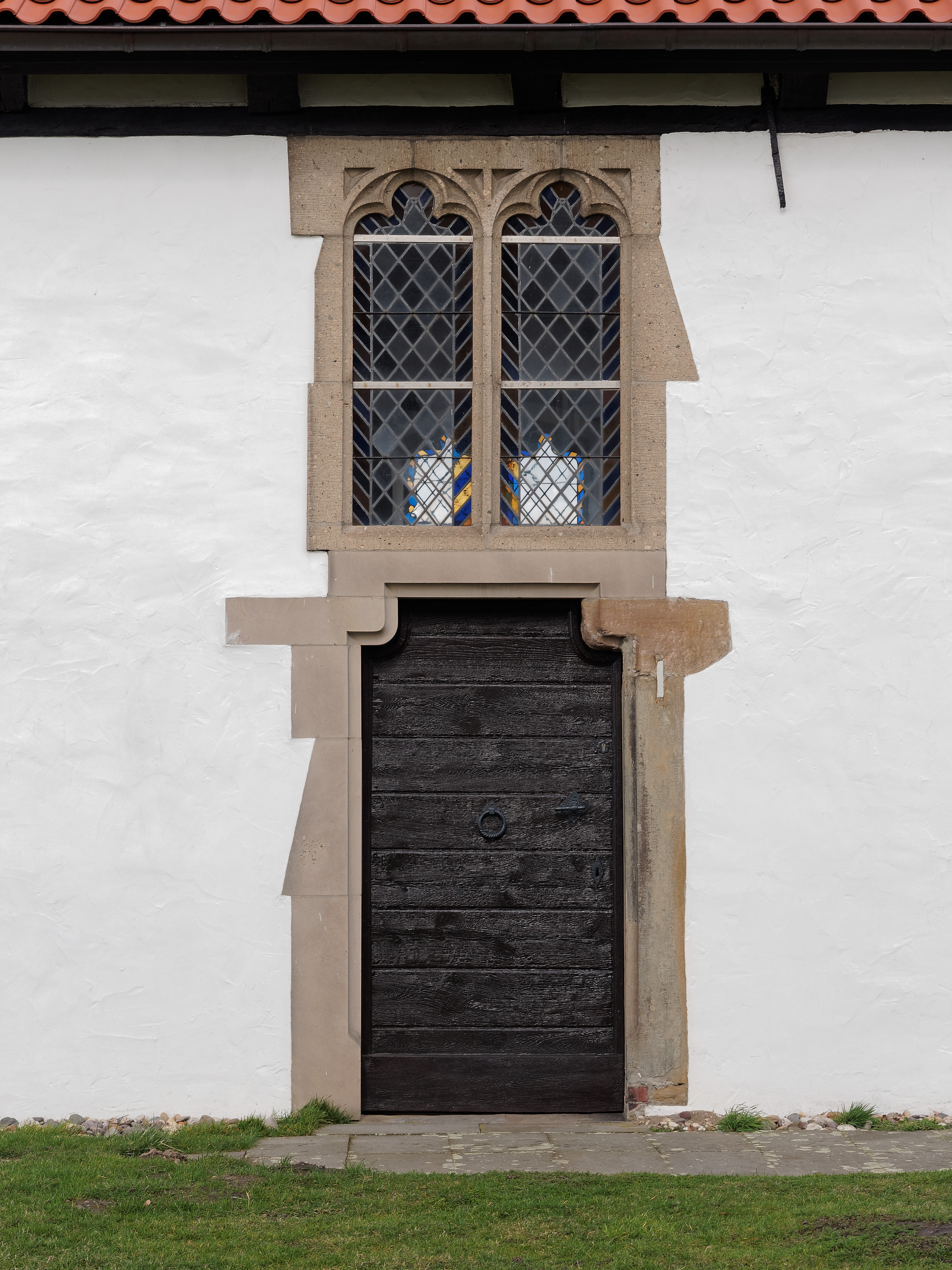
Eingang Südseite

St. Laurentius ist eine Kapelle an der Schultenstraße in Waltrop. Sie steht dicht südlich vom Dortmund-Ems-Kanal im Ortsteil Leveringhausen.
Die Kapelle stammt ursprünglich aus dem frühen Mittelalter, aus einer Zeit um 1070, in der das Gebiet zwischen Emscher und Lippe besiedelt wurde und das Landgut Leveringhausen entstanden ist. 1343 wurde die Kapelle erstmals urkundlich erwähnt. Der frühe rechteckige Kirchenraum wurde später durch einen ebenfalls rechteckigen Chor ergänzt. Der heutige Turm an der Westseite kam erst 1886 als Ersatz für seinen baufälligen Vorgänger dazu.

## Gebäude
Das Gebäude im gotischen Stil ist vorwiegend aus Feldsteinen gemauert, nur im Bereich von Einfassungen der Fenster- und Türöffnungen sind Werksteine verbaut. Der Innenraum hat eine flache, verputzte Holzbalkendecke. Der Chor ist mit einem Kreuzrippengewölbe abgeschlossen.

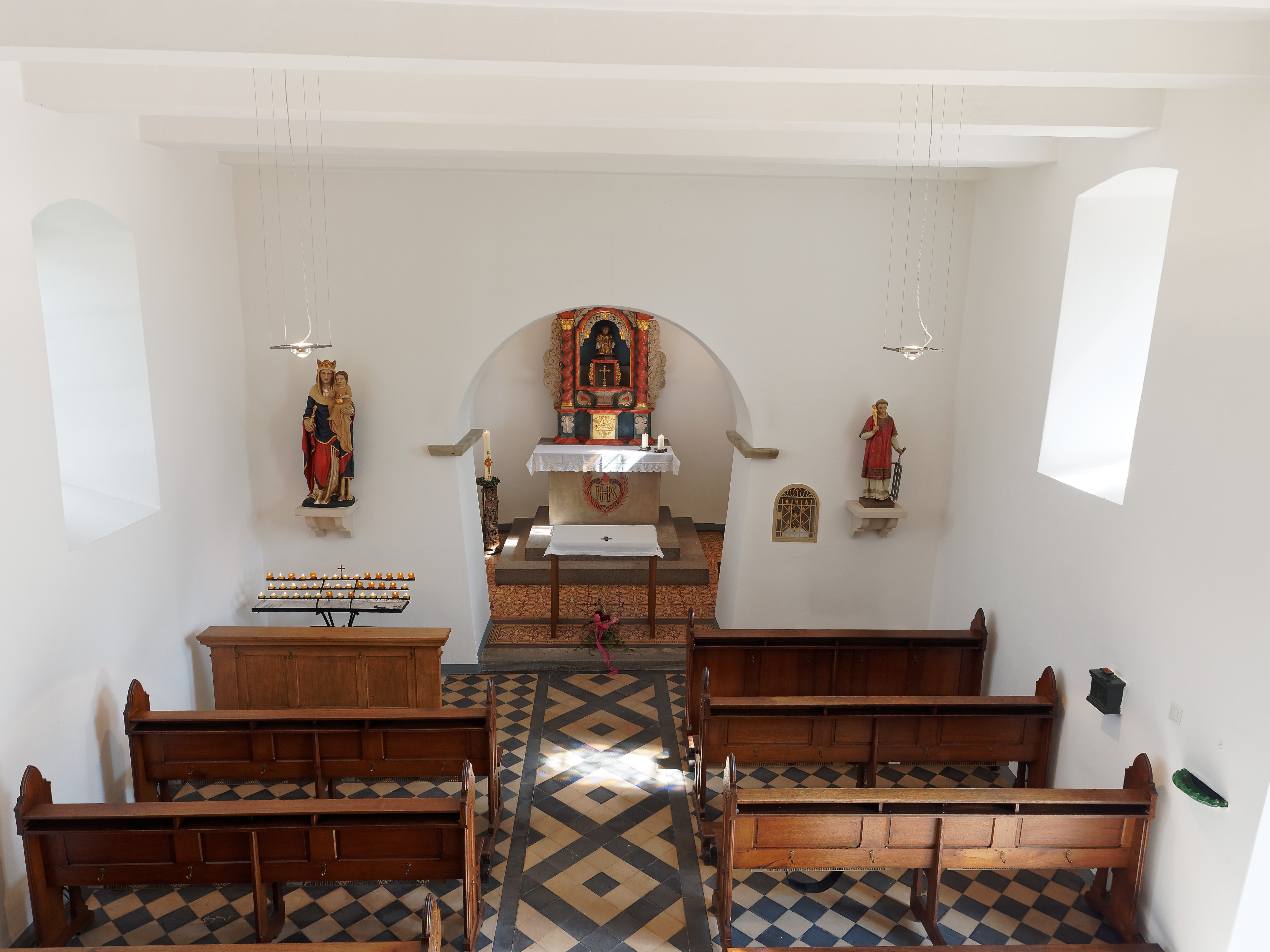
Innenraum

## Innenraum
Im Chor steht der Altar, ein graugelber Steinblock, vorn mit einem Kranz aus eingelegtem gelb-rot-braunen Mosaik. Auf diesem Altartisch steht ein im barocken Stil geschnitzter Altaraufsatz mit einer Büste des Heiligen Laurentius in der Mitte. An der südlichen Wand ist eine zugemauerte Fensternische. Dort war ursprünglich ein Leprösenfenster, also ein Fenster, durch das Leprakranke während der Messe von draußen einen Blick auf Priester und Altar hatten und so am Gottesdienst teilnehmen konnten, ohne sich unter die Gläubigen im Kirchenraum zu mischen, was wegen der Ansteckungsgefahr für die übrigen Teilnehmer unerwünscht war. Eine weitere Nische rechts daneben mit einem Ablauf nach außen ermöglichte die Handwaschung. Der Kirchenraum hat am westlichen Ende eine hölzerne Orgelempore über die ganze Breite des Raumes, darauf eine kleine Orgel. Das Kirchengestühl stammt aus der Krankenhauskapelle in Waltrop. Der ganze Raum ist hell durch den weißen Anstrich und mehrere Fenster in unterschiedlicher Breite, Höhe und Anordnung mit geometrisch einfacher teils farbiger Bleiverglasung. Dazu kommen moderne elektrische Leuchten.

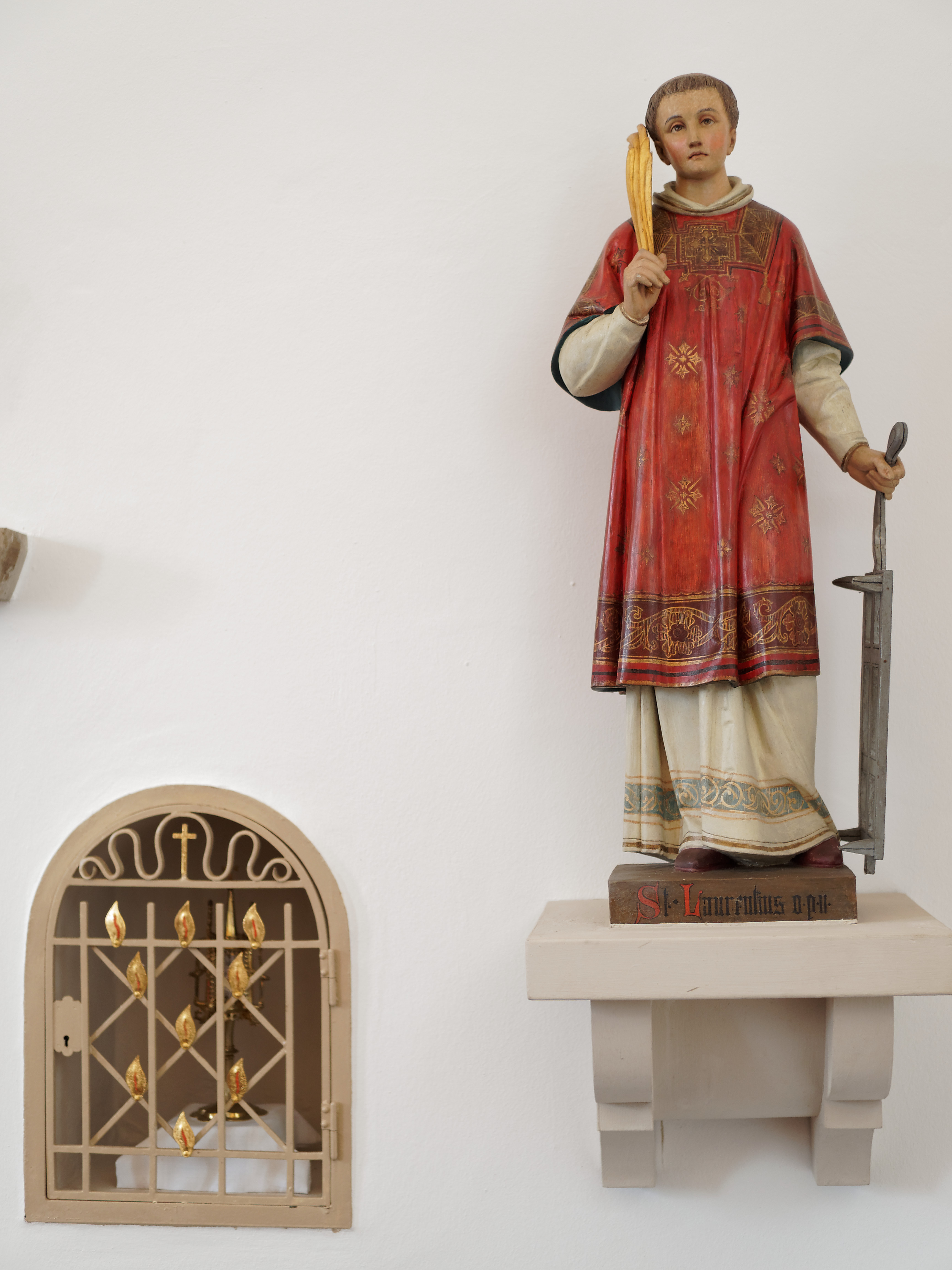
Nische mit Reliquienmonstranz, Figur des Heiligen Laurentius

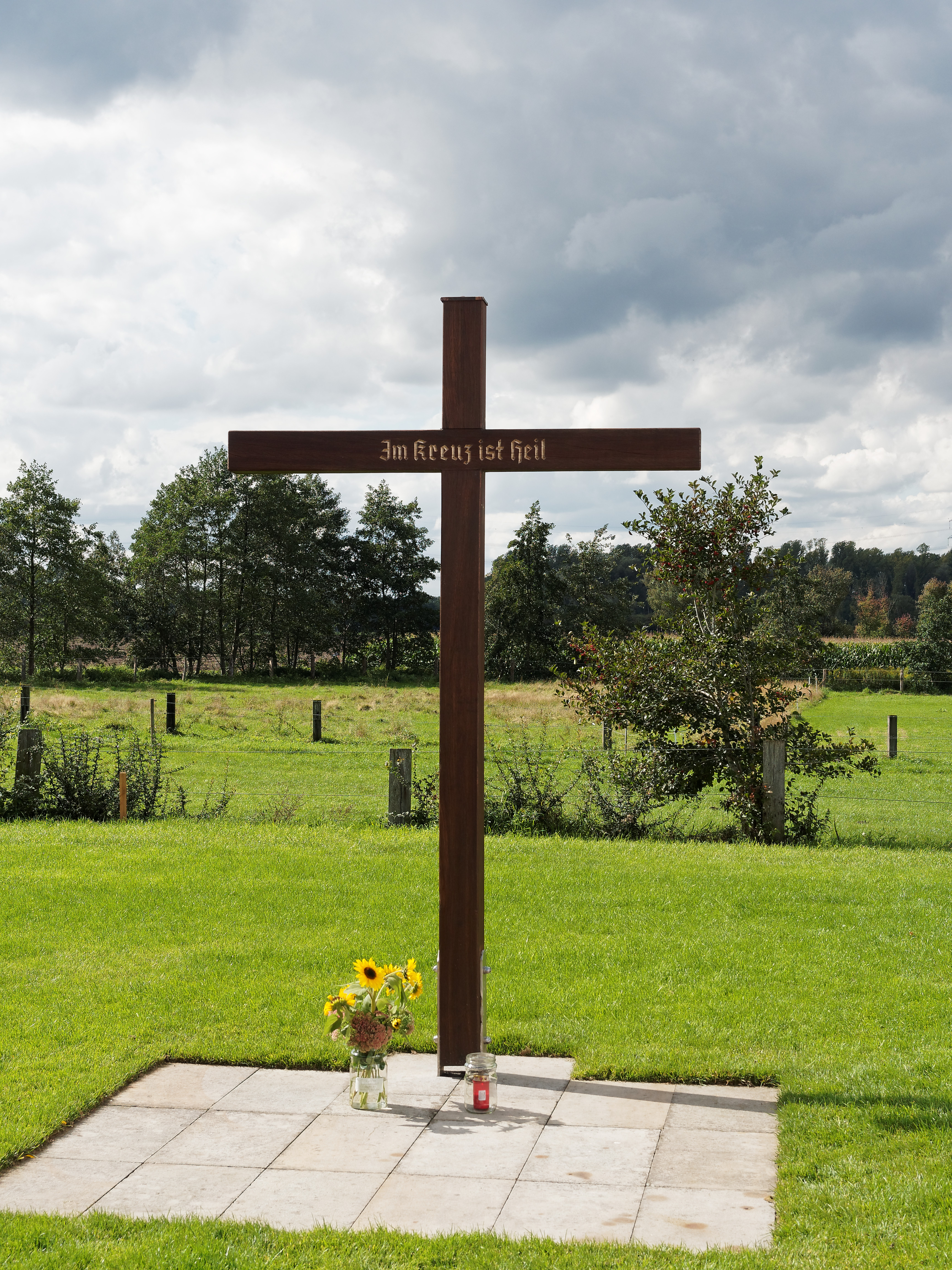
Kreuz aus Spurlatten

## Ausstattung
Neben dem geschnitzten farbigen Altar gibt es noch zwei Statuen an der Wand mit der Öffnung zum Chor: links eine geschnitzte farbige Madonna mit Kind und rechts eine ebenfalls geschnitzte farbige Statue, den Heiligen Laurentius mit seinen Attributen, einem eisernen Rost und einem Palmzweig darstellend. Zwischen der Laurentiusstatue und dem Altarraum ist in Sockelhöhe der Figur eine mit einem Gitter verschlossenen Nische eingelassen, in der eine Monstranz mit einer Reliquie des Heiligen steht.
Als Sakristei dient der Eingangsraum unter dem Turm, der von der Außentür und einer neu aus altem Holz angefertigten Tür abgeteilt wird. Hier gibt es eine eiserne Treppe, die über zwei Etagen mit Leitern in die Höhe des Dachstuhls und der Glockenebene im Turm führt. Die Glocken hängen in einem hölzernen Glockenstuhl und werden über zwei Seile, die bis in die Sakristei herunter hängen, manuell geläutet. Die kleinere und ältere Glocke stammt wohl aus dem 11. Jahrhundert und ist völlig schmucklos, was ihre Datierung erschwert. Die größere ist von 1518 mit einem Schmuckprogramm und einer Inschrift versehen und wurde in Dortmund gegossen. Beide Glocken haben die Metallsammlungen in den Kriegszeiten überstanden. Die Inschrift in der neueren Glocke lautet: „Maria heite ich, den Doden luden ich, den Donner verdriuwe ich, dei mi hört der beden sich (Maria heiße ich, den Toten läute ich, den Donner vertreibe ich, der mich hört der bete)“.

## Umgebung
Südlich vor der Kirche steht frei ein Kreuz aus Spurlatten, die aus einem inzwischen geschlossenen Bergwerk in der Nähe stammen. Die Kapelle war im Dezember 2016 Denkmal des Monats des LWL (= Landschaftsverband Westfalen-Lippe). Die Kapelle steht auf der Denkmalliste von Waltrop (seit 3. November 1986) mit der Nummer 17. Das Männerwerk der Gemeinde Sankt Peter in Waltrop betreut die Kapelle technisch. Sie wird gerne für Hochzeiten genutzt.